# Élections législatives de 1877 dans l'Aveyron
Les élections législatives de 1877 ont eu lieu les 14 et 28 octobre 1877.

## Députés élus
|   | Circonscription  | Député sortant          |  | Groupe parlementaire   | Député élu              |  | Groupe parlementaire   |
| - | ---------------- | ----------------------- |  | ---------------------- | ----------------------- |  | ---------------------- |
| 1 | Espalion         | Henry de Valady         |  | Centre constitutionnel | Léon Baduel d'Oustrac   |  | Appel au peuple        |
| 2 | Millau           | Antoine Mas             |  | Gauche républicaine    | Antoine Mas             |  | Gauche républicaine    |
| 3 | Rodez 1e         | Louis Azémar            |  | Appel au peuple        | Louis Azémar            |  | Appel au peuple        |
| 4 | Rodez 2re        | François Camille Roques |  | Appel au peuple        | François Camille Roques |  | Appel au peuple        |
| 5 | Saint-Affrique   | Hippolyte Barascud      |  | Centre constitutionnel | Hippolyte Barascud      |  | Centre constitutionnel |
| 5 | Villefranche 1e  | Alfred Cibiel           |  | Centre constitutionnel | Alfred Cibiel           |  | Centre constitutionnel |
| 5 | Villefranche 2re | Étienne Médal           |  | Centre gauche          | Étienne Médal           |  | Centre gauche          |

## Résultats à l'échelle du département
| Partis         | Partis                      | Premier tour | Premier tour | Deuxième tour | Deuxième tour | Sièges |
| Partis         | Partis                      | Voix         | %            | Voix          | %             | Sièges |
| -------------- | --------------------------- | ------------ | ------------ | ------------- | ------------- | ------ |
|                | Bonapartistes               | 27 838       | 30,81        | 8 356         | 61,99         | 3      |
|                | Centre-droit, Orléanistes   | 16 152       | 17,88        |               |               | 2      |
|                | Centre gauche               | 14 193       | 15,71        |               |               | 1      |
|                | Gauche républicaine         | 11 930       | 13,21        |               |               | 1      |
|                | Légitimistes                | 9 271        | 10,26        |               |               | 0      |
|                | Républicains radicaux       | 6 139        | 6,79         | 5 059         | 37,53         | 0      |
|                | Républicains intransigeants | 4 609        | 5,10         |               |               | 0      |
|                | Divers                      | 1 096        | 1,21         | 65            | 0,48          | 1      |
|                |                             |              |              |               |               |        |
| Inscrits       | Inscrits                    | 114 916      | 100,00       | 16 569        | 100,00        | 7      |
| Votants        | Votants                     | 90 683       | 78,91        | 13 525        | 81,63         |        |
| Abstentions    | Abstentions                 | 24 233       | 21,09        | 3 044         | 18,37         |        |
| Blancs et nuls | Blancs et nuls              | 343          | 1,42         | 45            | 0,33          |        |
| Exprimés       | Exprimés                    | 90 340       | 98,58        | 13 480        | 99,77         |        |

## Résultats par arrondissement

### Arrondissement d'Espalion
| Candidats      | Candidats             | Étiquette,          | Premier tour | Premier tour | Deuxième tour | Deuxième tour |
| Candidats      | Candidats             | Étiquette,          | Voix         | %            | Voix          | %             |
| -------------- | --------------------- | ------------------- | ------------ | ------------ | ------------- | ------------- |
|                | Léon Baduel d'Oustrac | Bonapartiste        | 6 550        | 47,70        | 8 356         | 61,99         |
|                | Émile Devic           | Républicain radical | 3 094        | 22,53        | 5 059         | 37,53         |
|                | Henry de Valady       | Légitimiste diss.   | 1 600        | 11,65        |               |               |
|                | Alexandre Jalabert    | Bonapartiste diss.  | 1 371        | 9,98         |               |               |
|                | Louis Denayrouze      | Centre gauche       | 1 062        | 7,73         |               |               |
|                | Divers                | Divers              | 56           | 0,41         | 65            | 0,48          |
|                |                       |                     |              |              |               |               |
| Inscrits       | Inscrits              | Inscrits            | 16 569       | 100,00       | 16 569        | 100,00        |
| Votants        | Votants               | Votants             | 13 733       | 82,88        | 13 525        | 81,63         |
| Abstention     | Abstention            | Abstention          | 2 826        | 17,12        | 3 044         | 18,37         |
| Blancs et nuls | Blancs et nuls        | Blancs et nuls      | 0            | 0            | 45            | 0,33          |
| Exprimés       | Exprimés              | Exprimés            | 13 733       | 100          | 13 480        | 99,77         |

### Arrondissement de Millau
|                | Antoine Mas      | Gauche républicaine | 8 097  | 51,34  |  |  |
|                | Victor de Bonald | Légitimiste         | 7 671  | 48,64  |  |  |
|                | Divers           | Divers              | 4      | 0,03   |  |  |
|                |                  |                     |        |        |  |  |
| Inscrits       | Inscrits         | Inscrits            | 19 313 | 100,00 |  |  |
| Votants        | Votants          | Votants             | 15 802 | 81,82  |  |  |
| Abstention     | Abstention       | Abstention          | 3 511  | 18,18  |  |  |
| Blancs et nuls | Blancs et nuls   | Blancs et nuls      | 30     | 0,19   |  |  |
| Exprimés       | Exprimés         | Exprimés            | 15 772 | 99,81  |  |  |

### Arrondissement de Rodez

#### 1recirconscription
| Candidats      | Candidats       | Étiquette,                | Premier tour | Premier tour |
| Candidats      | Candidats       | Étiquette,                | Voix         | %            |
| -------------- | --------------- | ------------------------- | ------------ | ------------ |
|                | Louis Azémar    | Bonapartiste              | 6 258        | 54,47        |
|                | Lucien Rodat    | Républicain radical       | 3 045        | 26,51        |
|                | François Mazenc | Républicain intransigeant | 2 157        | 18,78        |
|                | Divers          | Divers                    | 916          | 7,97         |
|                |                 |                           |              |              |
| Inscrits       | Inscrits        | Inscrits                  | 14 548       | 100,00       |
| Votants        | Votants         | Votants                   | 11 516       | 79,16        |
| Abstention     | Abstention      | Abstention                | 3 032        | 20,84        |
| Blancs et nuls | Blancs et nuls  | Blancs et nuls            | 28           | 0,24         |
| Exprimés       | Exprimés        | Exprimés                  | 11 488       | 99,76        |

#### 2ecirconscription
| Candidats      | Candidats               | Étiquette,                | Premier tour | Premier tour |
| Candidats      | Candidats               | Étiquette,                | Voix         | %            |
| -------------- | ----------------------- | ------------------------- | ------------ | ------------ |
|                | François Camille Roques | Bonapartiste              | 9 493        | 79,15        |
|                | Joseph Fabre            | Républicain intransigeant | 2 452        | 20,45        |
|                | Divers                  | Divers                    | 48           | 0,40         |
|                |                         |                           |              |              |
| Inscrits       | Inscrits                | Inscrits                  | 16 649       | 100,00       |
| Votants        | Votants                 | Votants                   | 12 078       | 72,54        |
| Abstention     | Abstention              | Abstention                | 4 571        | 27,46        |
| Blancs et nuls | Blancs et nuls          | Blancs et nuls            | 85           | 0,70         |
| Exprimés       | Exprimés                | Exprimés                  | 11 993       | 99,30        |

### Arrondissement de Saint-Affrique
| Candidats      | Candidats                 | Étiquette,      | Premier tour | Premier tour |
| Candidats      | Candidats                 | Étiquette,      | Voix         | %            |
| -------------- | ------------------------- | --------------- | ------------ | ------------ |
|                | Hippolyte Barascud        | Constitutionnel | 8 940        | 64,99        |
|                | Jean-Baptiste Mallevialle | Centre gauche   | 4 787        | 34,80        |
|                | Divers                    | Divers          | 30           | 0,22         |
|                |                           |                 |              |              |
| Inscrits       | Inscrits                  | Inscrits        | 17 063       | 100,00       |
| Votants        | Votants                   | Votants         | 13 809       | 80,93        |
| Abstention     | Abstention                | Abstention      | 3 254        | 8,47         |
| Blancs et nuls | Blancs et nuls            | Blancs et nuls  | 52           | 0,38         |
| Exprimés       | Exprimés                  | Exprimés        | 13 757       | 99,62        |

### Arrondissement de Villefranche

#### 1recirconscription
| Candidats      | Candidats       | Étiquette,          | Premier tour | Premier tour |
| Candidats      | Candidats       | Étiquette,          | Voix         | %            |
| -------------- | --------------- | ------------------- | ------------ | ------------ |
|                | Alfred Cibiel   | Orléaniste          | 7 212        | 65,17        |
|                | Jules Foulquier | Gauche républicaine | 3 833        | 34,64        |
|                | Divers          | Divers              | 21           | 0,19         |
|                |                 |                     |              |              |
| Inscrits       | Inscrits        | Inscrits            | 14 219       | 100,00       |
| Votants        | Votants         | Votants             | 11 141       | 78,35        |
| Abstention     | Abstention      | Abstention          | 3 078        | 21,65        |
| Blancs et nuls | Blancs et nuls  | Blancs et nuls      | 75           | 0,67         |
| Exprimés       | Exprimés        | Exprimés            | 11 066       | 99,33        |

#### 2ecirconscription
| Candidats      | Candidats      | Étiquette,     | Premier tour | Premier tour |
| Candidats      | Candidats      | Étiquette,     | Voix         | %            |
| -------------- | -------------- | -------------- | ------------ | ------------ |
|                | Étienne Médal  | Centre gauche  | 8 344        | 66,59        |
|                | Lala           | Bonapartiste   | 4 166        | 33,25        |
|                | Divers         | Divers         | 21           | 0,17         |
|                |                |                |              |              |
| Inscrits       | Inscrits       | Inscrits       | 16 555       | 100,00       |
| Votants        | Votants        | Votants        | 12 604       | 76,13        |
| Abstention     | Abstention     | Abstention     | 3 951        | 23,87        |
| Blancs et nuls | Blancs et nuls | Blancs et nuls | 73           | 0,58         |
| Exprimés       | Exprimés       | Exprimés       | 12 531       | 99,42        |